# پائولی دام
پائولی دام (انگلیسی: Paoli Dam؛ زادهٔ ۴ اکتبر ۱۹۸۰) بازیگر اهل هند است. وی از سال ۲۰۰۶ میلادی تاکنون مشغول فعالیت بوده‌است.
از فیلم‌هایی تلویزیونی که وی در آن نقش داشته‌است می‌توان به قارچ، اتاق خواب، گروه ارواح، همه شخصیت‌ها خیالی هستند و داستان نفرت اشاره کرد.